# 崔斯坦

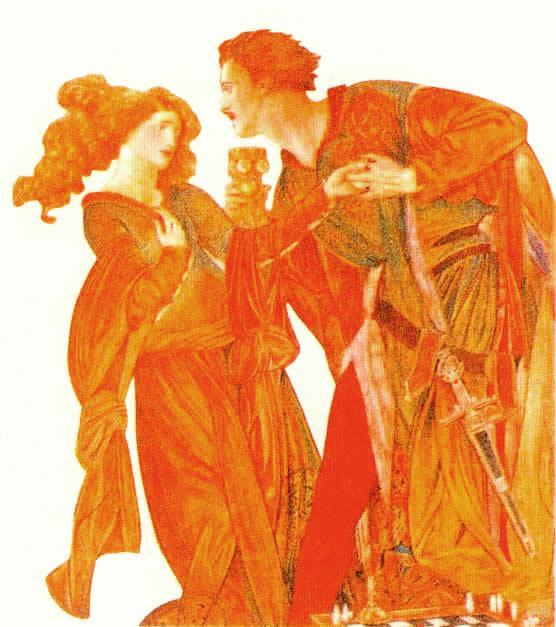
《崔斯坦與伊索德》于1900年由伊夫林·保罗所绘制的插画。无意中，崔斯坦與伊索德双双饮下了春药，从此两人之间的爱情坚不可摧，也从而开始了一场绝望、内疚、充满渴望与爱恋的凄美爱情，但也注定了悲剧的终局。这幅维多利亚风格的画面充分表现出了热烈的骑士爱情。

崔斯坦（英語：Tristan，又译为崔士坦、特里斯坦）是英國史詩亚瑟王传说中的傳奇人物之一。他的名字是爲了紀念他因難產而過世的母親。

## 人物來歷
據記載，他應該是圆桌骑士团的成員之一，不過他最有名的事蹟卻是他與自己的叔父馬克國王的妻子伊索德的一段不倫戀情，後被華格納改編為歌劇《崔斯坦與伊索德》，他們的愛情故事是中世紀最為淒美動人的傳奇故事之一。
崔斯坦是康沃爾人，不過關於他父母的身分一直有很多爭議，主要有兩個原因，一是亞瑟王傳奇裡頭有許多版本不同的故事，二是崔斯坦的父母死的很早，大多作品裡都沒提到他父母的名字，只有《亞瑟之死》提到他的父親為萊恩尼斯國王.梅利奧達斯。總之他是由他的叔父，也就是當時康瓦爾的國王馬克給養大的。馬克視崔斯坦為親生兒子，百般疼愛，所以崔斯坦其實也將馬克國王當作自己的親生父親，馬克對他的疼愛，足以彌補崔斯坦沒有父母的缺憾。
在尋找聖杯的眾騎士中，因為與伊索德的不倫戀情，崔斯坦顯得卑微而低調。崔斯坦發現了金碧輝煌、仙樂繚繞的聖杯城堡，但因為只有最聖潔的騎士才能得到聖杯，當崔斯坦伸手去觸摸聖杯時，崔斯坦被灼熱的光束反彈了回來，表示他被聖杯所拒絕。

## 悲劇戀情
崔斯坦受叔父馬克國王的委託，護送愛爾蘭的美麗公主伊索德前往與之成婚。途中兩人誤喝了伊索德之母為女兒準備的春藥，進而演繹出了一段分分合合的生死戀情。在叔父與愛人之間，崔斯坦幾經思量，被迫選擇了離開。他遠走布列塔尼之後，不幸在一次戰鬥中身受重傷，不得已才再次向伊索德尋求幫助，因為美麗的伊索德是一位神奇的醫療師，她曾經治愈過崔斯坦的矛毒。雙方約定只要伊索德的船隻懸掛上白色的船帆就說明伊索德前來救他了，然而，病榻上的崔斯坦卻得到的是黑色船帆的誤傳。絕望之下，崔斯坦撒手西去。伊索德聞訊趕來，肝腸寸斷，心痛不已，拔劍自盡隨情人而去，而最後馬克國王將崔斯坦與伊索德葬在了一起。

## 流行文化中的崔斯坦
崔斯坦在手機遊戲《Fate/Grand Order》之中以「Archer」的職階登場，寶具為「痛哭的幻奏」。配音員：內山昂輝。
漫畫《七大罪 (漫畫)》中為主角梅利奧達斯跟伊莉莎白之子。配音員：小松未可子 / 村瀨步
短篇動畫《機動戰士GUNDAM Twilight AXIS》中登場的機體——RX-78AN01 鋼彈AN-01『崔斯坦』。